# Benard Ochieng
Benard Ochieng Oginga (25 gennaio 1996) è un calciatore keniota, difensore del Vihiga Utd e della Nazionale keniota.

## Carriera

### Nazionale
Ha esordito con la Nazionale keniota il 10 giugno 2018 disputando l'amichevole persa 2-0 contro l'India.
È stato convocato per disputare la Coppa d'Africa 2019.

## Statistiche
Statistiche aggiornate al 27 giugno 2019.

### Cronologia presenze e reti in nazionale
| Cronologia completa delle presenze e delle reti in nazionale ― Kenya | Cronologia completa delle presenze e delle reti in nazionale ― Kenya | Cronologia completa delle presenze e delle reti in nazionale ― Kenya | Cronologia completa delle presenze e delle reti in nazionale ― Kenya | Cronologia completa delle presenze e delle reti in nazionale ― Kenya | Cronologia completa delle presenze e delle reti in nazionale ― Kenya | Cronologia completa delle presenze e delle reti in nazionale ― Kenya | Cronologia completa delle presenze e delle reti in nazionale ― Kenya |
| Data                                                                 | Città                                                                | In casa                                                              | Risultato                                                            | Ospiti                                                               | Competizione                                                         | Reti                                                                 | Note                                                                 |
| -------------------------------------------------------------------- | -------------------------------------------------------------------- | -------------------------------------------------------------------- | -------------------------------------------------------------------- | -------------------------------------------------------------------- | -------------------------------------------------------------------- | -------------------------------------------------------------------- | -------------------------------------------------------------------- |
| 10-6-2018                                                            | Mumbai                                                               | India                                                                | 2 – 0                                                                | Kenya                                                                | Amichevole                                                           | -                                                                    | 35’                                                                  |
| 23-3-2019                                                            | Accra                                                                | Ghana                                                                | 1 – 0                                                                | Kenya                                                                | Qual. Coppa d'Africa 2019                                            | -                                                                    | 77’                                                                  |
| Totale                                                               |                                                                      | Presenze                                                             | 2                                                                    |                                                                      | Reti                                                                 | 0                                                                    |                                                                      |